# Platylister sororius
Platylister sororius är en skalbaggsart som beskrevs av Lewis 1904. Platylister sororius ingår i släktet Platylister och familjen stumpbaggar. Inga underarter finns listade i Catalogue of Life.